# SR-Klasse West Country und Battle of Britain
Die Dampflokomotiven der West Country Class und der Battle of Britain Class der britischen Southern Railway (SR) wurden nach einem Entwurf von Oliver Bulleid von 1945 bis 1951 in mehreren Losen beschafft. Insgesamt entstanden in den bahneigenen Werkstätten in Brighton und Eastleigh 110 Stück dieser Klasse. Davon wurden noch 70 Stück an die Southern Railways ausgeliefert, die restlichen 40 Exemplare gingen ab 1948 an die staatlichen British Railways (BR), in denen die SR infolge des Transport Act 1947 aufgegangen war. Sie waren eine in ihren Maßen etwas reduzierte Version der Merchant Navy Class der SR und wie diese offiziell Mehrzwecklokomotiven, wurden aber vor allem vor den Expresszügen der Southern Railways bzw. der Southern Region von British Railways eingesetzt, teilweise auch auf nachrangigen Nebenstrecken. Die Maschinen wurden ab 1963 schrittweise ausgemustert, die letzten bespannten bis 1967 noch Expresszüge. Sie gehörten damit zu den letzten eingesetzten Schnellzugdampflokomotiven von British Railways.

## Geschichte
Für die Beschleunigung ihrer schweren Expresszüge in den Südwesten Englands sowie der Boat trains wie etwa dem Golden Arrow zu den Häfen am Ärmelkanal hatte Bulleid, der seit November 1937 Chefingenieur der SR war, bereits kurz nach Amtsantritt den Auftrag zur Entwicklung einer neuen, für diese Züge geeigneten Lokomotive erhalten. Die ersten Maschinen der neuen Merchant Navy Class wurden 1941 fertiggestellt. Aufgrund ihres hohen Gewichts waren sie jedoch nicht für alle Strecken der Southern Railway geeignet und konnte nur auf den wichtigsten Hauptstrecken der SR von London zur englischen Süd- und Kanalküste eingesetzt werden. Die SR benötigte zudem dringend neue Lokomotiven, da ihr Netz während des Zweiten Weltkriegs durch seine Lage in besonderem Maße durch Militärverkehr belastet war. Bulleid erhielt daher den Auftrag, eine leichtere Version der „Merchant Navys“ zu entwickeln, vor allem für die nur für geringeren Achsdruck zugelassenen Strecken der SR in Devon, die aufgrund ihres geringen Verkehrsaufkommens von den Eisenbahnern der SR als „Withered Arm“ (auf Deutsch in etwa Verkümmerter Arm) bezeichnet wurden. Sie sollte zudem für Strecken mit geringerem Lichtraumprofil geeignet sein, vor allem die Strecke zwischen Tonbridge und Hastings, deren Tunnel ein deutlich reduziertes Profil besaßen.
Da die SR-Werkstätten in Eastleigh mit der Produktion der Merchant Navy Class ausgelastet war, erhielten die Werkstätten in Brighton den Auftrag. Zunächst wurde eine 2’C-Ausführung unter Verzicht auf die Nachlaufachse erwogen, jedoch entschloss sich Bulleid bald, im Wesentlichen eine in ihren Maßen reduzierte „Merchant Navy“ zu entwerfen. Die Treibradsätze und das Drehgestell blieben unverändert, ebenso auch die von Bulleid entwickelte kettengetriebene Innensteuerung der drei Zylinder in der Ölwanne. Leicht reduziert wurden die Nachlaufachse, die Zylinder und vor allem der Kessel und die Feuerbüchse. Zur Reduzierung des Lichtraumprofils diente zudem ein in den Außenmaßen etwas reduziertes Führerhaus. Der Tender erhielt ebenfalls etwas reduzierte Maße. Erst kurz nach Kriegsende lieferte Brighton im Mai 1945 die erste Lokomotive aus, die im Juni in einer großen Zeremonie in Exeter auf den Namen der Stadt getauft wurde. Zunächst wurde die neue Klasse schlicht als Lightweight Pacific bezeichnet, erhielt aber schließlich den Namen West Country, da die ersten Lokomotiven sämtlich nach Orten im West Country im Westen des SR-Netzes benannt wurden. Noch vor Abschluss der Erprobung erteilte die SR den Auftrag zum Bau von insgesamt 70 Stück der neuen Pacific.

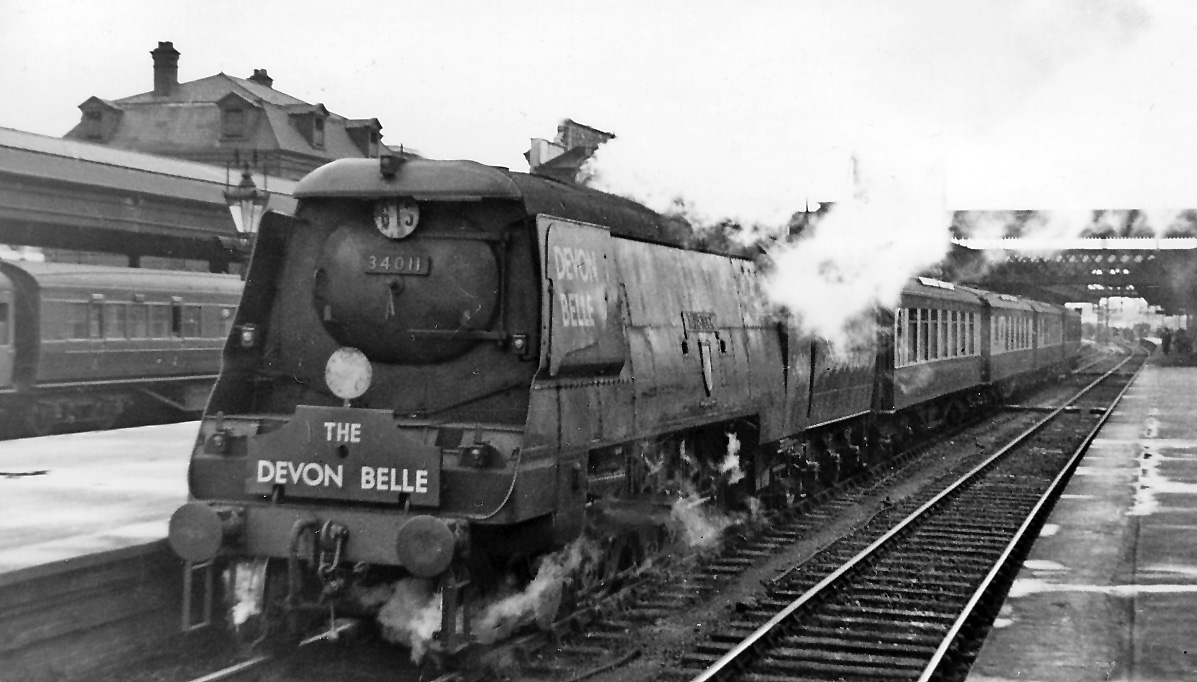
Lokomotive 34011 Tavistock 1949 in Exeter vor dem Pullmanzug Devon Belle nach London Waterloo

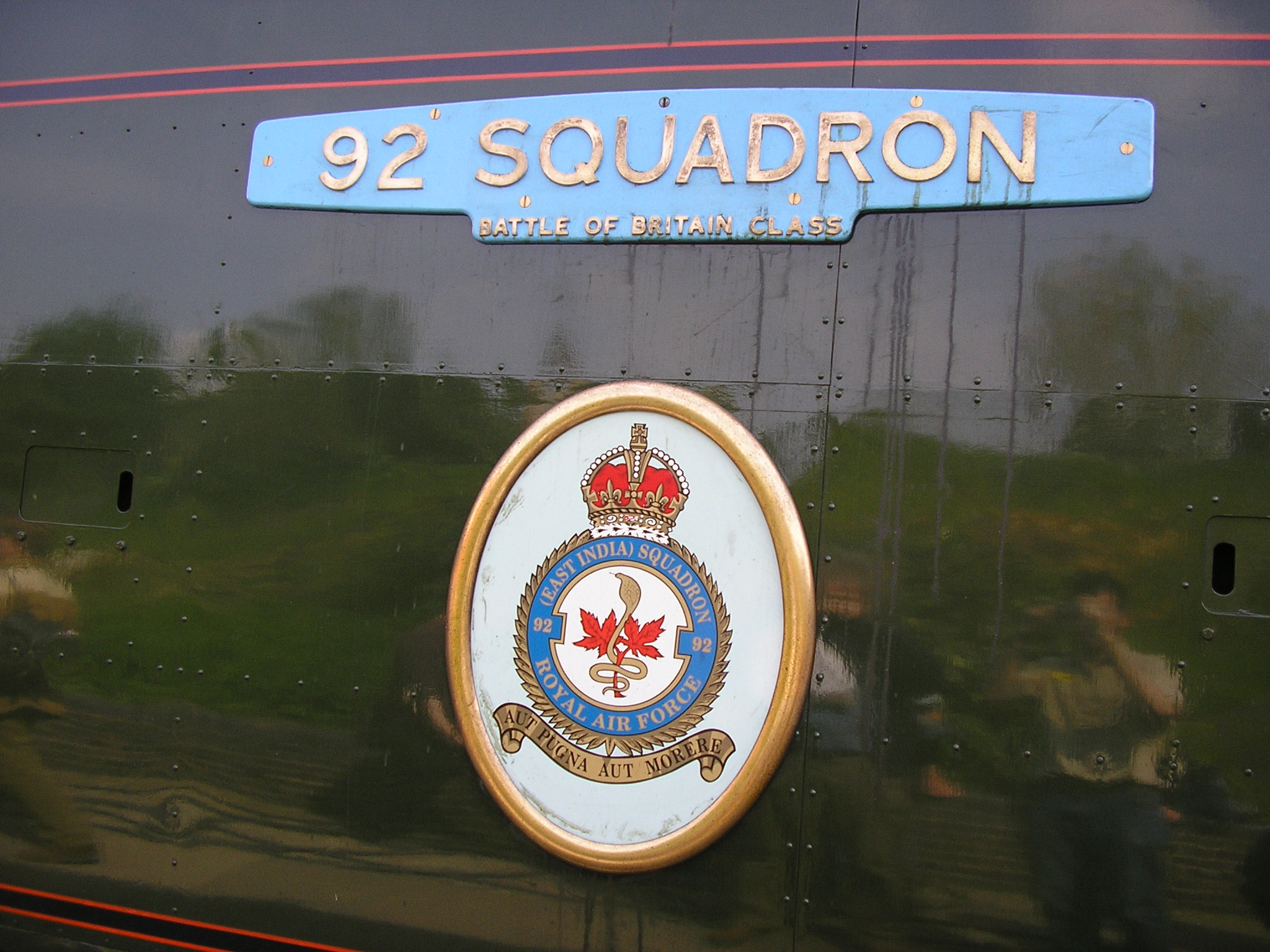
Namensschild der Lokomotive 34081 92 Squadron der Battle of Britain Class

Entsprechend ihrem Namen wurden die ersten Exemplare im Westen des SR-Netzes stationiert, Ende 1946 waren 27 Stück im Depot Exmouth Junction in Exeter stationiert. Sie bedienten von dort vor allem die heutige Tarka Line nach Barnstaple mit ihrer Verlängerung nach Ilfracombe sowie die Strecke über Okehampton nach Plymouth und die von dieser abzweigenden Nebenstrecken zu den kleinen Seebädern an der Westküste von Devon und Cornwall. Bei Ausfall einer Merchant Navy übernahmen sie aber auch Leistungen auf der Hauptstrecke über Salisbury nach London. Ende 1946 erhielten erstmals auch Depots im Südosten die neuen Pacifics, da die „Merchant Navys“ für viele Strecken zwischen London und der Kanalküste zu schwer waren. Nach der 48. Lokomotive änderte die Southern die Bezeichnung, die für den Südosten vorgesehenen Lokomotiven wurden nach Flugzeugtypen, Geschwadern, Flugplätzen und hohen Offizieren der Royal Air Force benannt, die sich in der Luftschlacht um England (englisch Battle of Britain) ausgezeichnet hatten. Diese Lokomotiven wurden als neue Battle of Britain Class eingeordnet, ohne dass es irgendwelche technischen Unterschiede zwischen den beiden Klassen gab. Eine spätere Serie erhielt wieder Namen von Orten aus dem West Country, so dass dieser Klasse schließlich 66 Lokomotiven zugeordnet wurden. Die übrigen 44 Lokomotiven gehörten zur Battle of Britain Class. Bis zur Nationalisierung erhielt die SR insgesamt 70 Lokomotiven, die nach dem von Bulleid entwickelten Nummerierungsschema die Nummern 21C101 bis 21C170 erhielten. BR gab den Lokomotiven beider Klassen 1948 die Nummern 34001 bis 34110.
Nach der Nationalisierung und der Gründung von British Railways wurden weitere Lokomotiven beschafft. Eine nennenswerte, allerdings noch zu Zeiten der Southern Railway in Auftrag gegebene Änderung war der Verzicht auf die schmaleren Führerhäuser. Nachdem die Lokomotiven entgegen erster Planungen nicht zwischen Tonbridge und Hastings eingesetzt wurden, waren diese nicht nötig und ab der 71. Lokomotive erhielten alle Neubauten breitere Führerhäuser, was auch die Sicht für das Personal etwas verbesserte. Sie erhielten auch größere Tender der bei den „Merchant Navys“ verwendeten Bauart. Bis 1951 wurden noch 40 weitere Lokomotiven an BR ausgeliefert, die Klasse erreichte damit die größte Stückzahl aller britischen Pacific-Typen. Mit Ausnahme von sechs in Eastleigh produzierten Maschinen entstanden alle in Brighton. Noch während der Auslieferung wurden Pläne entwickelt, einen Teil der Lokomotiven auf Ölfeuerung umzubauen. Zwei Lokomotiven erhielten kurzzeitig eine Ölfeuerung, doch die steigenden Ölpreise führten dazu, dass British Railways diese Pläne wieder aufgab. 1951 stationierte BR einige neu ausgelieferte Lokomotiven in Stratford, wo sie Leistungen auf der Hauptstrecke der Eastern Region zwischen London Liverpool Street und Norwich übernahmen, die bis 1948 zur LNER gehört hatte. Bereits ein Jahr später wurden die Lokomotiven wieder in das Netz der ehemaligen SR und nunmehrigen Southern Region von British Railways versetzt, wo alle Lokomotiven bis zu ihrer Ausmusterung verblieben. Im Ostteil der Southern Region bespannten sie vor allem Expresszüge auf fast allen Strecken, mit Ausnahme der schwersten, die den „Merchant Navys“ vorbehalten waren. Zu ihrem Einsatzgebiet gehörten auch die Boat trains zwischen London und den Kanalhäfen Dover und Folkestone, darunter der Pullmanzug Golden Arrow. Im Westen der Southern Region bespannten sie ebenfalls vorwiegend Expresszüge bis in die Badeorte an der Westküste von Devon und Cornwall, so etwa den Devon Belle und den Atlantic Coast Express. Diese bestanden auf den Außenästen des Netzes oft nur noch aus drei bis vier Wagen, womit die Lokomotiven leistungstechnisch unterfordert waren.
Wie bei den „Merchant Navys“ führte die neuartige Technik zunächst zu erheblichen Problemen. Insbesondere die kettengetriebene Steuerung und die nicht dauerhaft dicht zu haltende Ölwanne erwiesen sich als anfällig, zum einen durch sich entzündendes Öl, zum anderen durch Anfahrschwierigkeiten aufgrund verölter Schienen. Zudem wiesen die Maschinen einen vergleichsweise hohen Wartungsaufwand auf. Dagegen war ihre Leistungsfähigkeit ebenfalls unumstritten, insbesondere der von Bulleid neukonstruierte Kessel erwies sich als ausgesprochen leistungsfähig. Die leichteren Pacifics waren zudem gut in der Lage, eine ausgefallene Merchant Navy zu ersetzen. Sie wiesen jedoch wie diese einen hohen Kohlenverbrauch auf. Letzterer zeigte sich vor allem bei den 1948 von British Railways durchgeführten Vergleichsfahrten. In diesen wurden Express-, Mixed- und Güterzuglokomotiven der vier Vorgängergesellschaften von BR auf verschiedenen anspruchsvollen Strecken verglichen. Die leichten Pacifics zeigten sich im Vergleich mit der LMS-Klasse 5 „Black Five“, der LNER-Klasse B1 und den „Modified Halls“ der GWR-Klasse 6959 als die leistungsfähigsten Maschinen, benötigten aber bspw. bei Zugleistungen auf der schwierigen Highland Main Line in Schottland 33 % mehr Kohle als die „Black Five“.
Analog zu den schweren Pacifics plante BR daher auch den Umbau der leichten Pacifics. Während die „Merchant Navys“ vollständig umgebaut wurden, blieben 50 Maschinen der West Country bzw. Battle of Britain Class bis zur Ausmusterung im Originalzustand. Die ab Ende der 1950er Jahre bei BR sehr rasch und teils überhastet umgesetzte Verdieselung führte dazu, dass das schließlich 1957 begonnene Umbauprogramm Ende 1960 abgebrochen wurde. Die meisten umgebauten Lokomotiven erreichten nur noch relativ geringe Laufleistungen. Der Umbau erfolgte weitgehend analog zu den „Merchant Navys“. Die kettengetriebenen Innensteuerungen wurden durch herkömmliche Walschaerts-Steuerungen ersetzt und die Maschinen verloren ihre auffällige Verkleidung. In diesem Zusammenhang erhielten sie auch eine neue Rauchkammer. Der hohe Kesseldruck war bereits zuvor reduziert worden. Lediglich die BFB-Radsätze blieben als äußerliches Merkmal erhalten, ansonsten ähnelten die Lokomotiven den neueren Standard-Pacifics von BR. Der Umbau wurde in der Fachwelt allgemein als geglückt betrachtet, da die Lokomotiven ihre Leistungsfähigkeit behielten. Zugleich wurden die andauernden Wartungsprobleme substanziell reduziert, auch die immer wieder kritisierte schlechte Sicht für das Lokomotivpersonal entlang der Verkleidung wurde behoben. Nachteilig war lediglich, dass aufgrund der neuen Steuerung die Treibräder mit Gegengewichten ausgeführt werden mussten, was zu etwas erhöhten Belastungen der Schienen führte. Ein besonderes Problem der umgebauten leichten Pacifics war jedoch, dass die Maschinen rund vier Tonnen schwerer geworden waren, was einen weiteren Einsatz auf den meisten Strecken westlich von Exeter verhinderte. Diese blieben bis zur Umstellung auf Diesellokomotiven bzw. zur Stilllegung den nicht umgebauten Lokomotiven vorbehalten.
1962 musste die Southern Region ihre Strecken westlich von Salisbury an die Western Region abtreten. Letztere bevorzugte in ihrer Planung die ehemaligen Strecken der Great Western Railway in Richtung Devon und Cornwall und vernachlässigte die früheren SR-Strecken. Die Lokomotiven verloren damit einen Teil ihrer Einsätze und im April 1963 begann British Railways mit der Ausmusterung, zunächst einzelner Maschinen der Ursprungsversion. 1964 endete die Dampfbespannung der verbliebenen Züge zwischen Salisbury und Exeter und die zunehmende Elektrifizierung der Southern Region südlich und südöstlich von London reduzierte die verbliebenen Einsatzgebiete weiter. In diesem Jahr wurden auch erste Umbaulokomotiven ausgemustert. Ein Jahr später endete 1965 der Dampfbetrieb in Exeter und auf den verbliebenen Strecken des „Withered Arms“. In diesem Jahr bespannte die Lokomotive 34051 Winston Churchill am 30. Januar 1965 den Sonderzug, mit dem der Leichnam ihres am 24. Januar verstorbenen Namensgebers nach dem Staatsakt in London zur Beisetzung auf dem Saint Martin’s Churchyard in Bladon, Oxfordshire, nach Hanborough überführt wurde. Zunächst blieb die Strecke zwischen London und Bournemouth Einsatzgebiet der Bulleid-Pacifics, ebenso auch die Strecke nach Salisbury. Am 9. Juni 1967 beendete British Railways den Dampfbetrieb in der Southern Region zwischen London und Bournemouth und die letzten Lokomotiven wurden abgestellt und ausgemustert.

## Technik

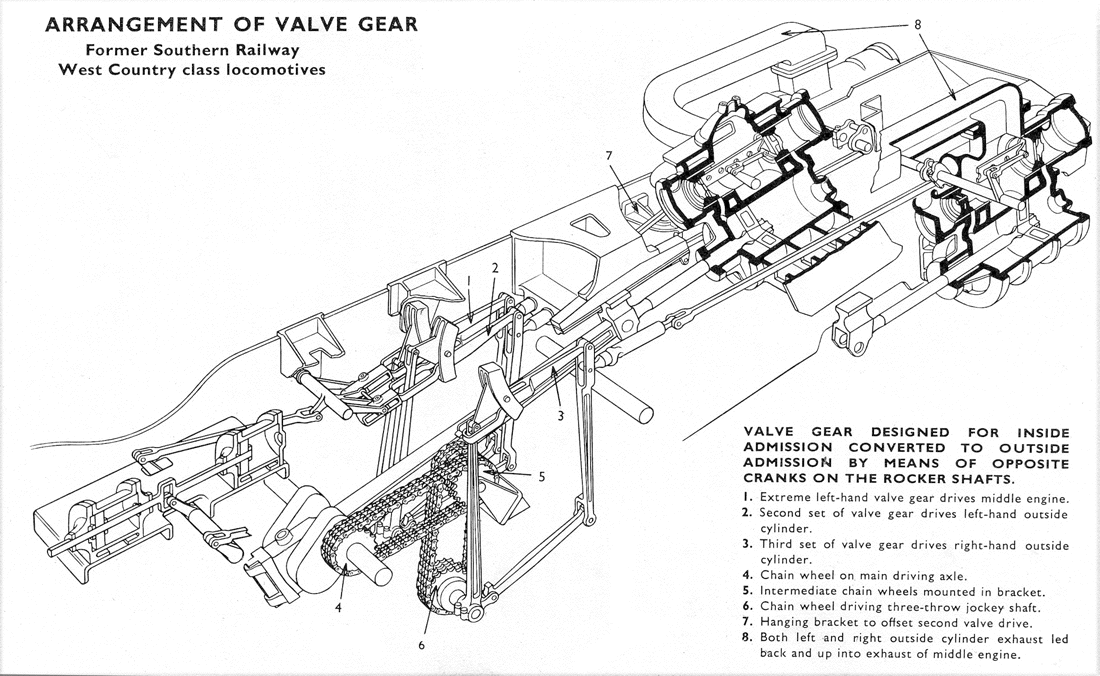
Schaubild der von Bulleid entwickelten kettengetriebenen Innensteuerung

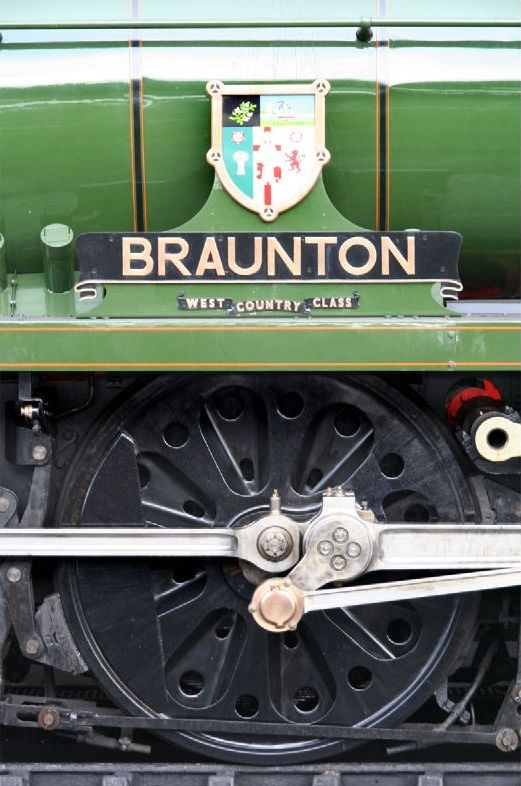
Bulleid-Firth-Brown-Treibradsatz der Lokomotive 34046 „Braunton“

### Ursprungsversion
Technisch waren die leichten Pacifics weitgehend mit den „Merchant Navys“ identisch, lediglich mit teilweise etwas reduzierten Maßen. Bulleid hatte diverse technische, teilweise zuvor nicht erprobte Neuerungen in beide Klassen integriert. Beim Bau wurde ebenfalls in größerem Umfang Schweißtechnik eingesetzt.
Die Rahmenteile waren teils als herkömmlicher Blechrahmen, teils aus Stahlguss ausgeführt. Sowohl das vordere Drehgestell wie der Außenrahmen der Nachlaufachse bestanden ebenfalls aus Stahlguss. Zwischen den Rahmenwangen lagerte die neuartige, von Bulleid entwickelte kettengetriebene Innensteuerung in einer geschlossenen Ölwanne. Über Pumpen wurden alle beweglichen Teile mit Schmieröl besprüht, womit ständige Schmierung aller Antriebsteile und Schutz vor Verschmutzung gewährleistet sein sollte. Zugleich sollte damit die Arbeit des Lokomotivpersonals erleichtert und dieses von manueller Schmiertätigkeit entlastet werden. In den Rahmen integriert war dafür ein Rahmenträger aus Stahlguss, auf dem zwischen dem vorderen Drehgestell und den Treibrädern der Innenzylinder und die Steuerung auflag. Die Abdichtung der Ölwanne ließ sich jedoch nie vollständig sicherstellen, so dass heraustropfendes Öl immer wieder zu verschmutzten Schienen und damit verbundenen Anfahrproblemen führte. Gelegentlich entzündete sich das Öl auch an heißen Teilen der Lokomotiven und löste Brände aus. Die Steuerung aller drei Zylinder erfolgte mittels dem von Bulleid entwickelten Kettenantrieb über eine Hilfskurbelwelle, die von einer Dreifachkette von der Treibachse, alle drei Zylinder trieben die mittlere Kuppelachse an, angetrieben wurde. In die Steuerung hatte Bulleid Erfahrungen aus der damaligen Motorenentwicklung im Automobilbau einfließen lassen.
In geschweißter Technik ausgeführt war auch die aus Manganstahl hergestellte Feuerbüchse des Lokomotivkessels in der Bauart Belpaire, bei dem Bulleid das Lichtraumprofil der vorgesehenen Einsatzstrecken der Southern Railway maximal ausnützte. Die Feuerbüchse erhielt zusätzlich zwei Nicholson-Thermosyphons, ein aus dem US-amerikanischen Lokomotivbau stammendes Bauelement, mit dem die Strahlungsheizfläche weiter vergrößert werden sollte, um die Wärmestrahlung maximal auszunutzen. Der Kessel wurde auf 280 psi, den bis dahin höchsten Druck im britischen Lokomotivbau, ausgelegt. Er galt als einer der besten britischen Lokomotivkessel, trotz eines etwas hohen Kohlenverbrauchs. Dafür war er in seiner Leistungscharakteristik sehr elastisch und in der Lage, auch mit schlechterer Kohle hohe Dauerleistungen zu erbringen. Nach wenigen Jahren wurde der Kesseldruck auf 250 psi reduziert, was sich als ausreichend erwies. Der Schornstein war in der Bauart Lemaître als Saugzuganlage mit mehreren Düsen ausgeführt, ähnlich dem verbreiteten Kylchap-Blasrohr. Die Rauchkammer war oben leicht abgeschrägt, um ausreichend Platz für die Lemaître-Saugzuganlage zu haben. 1962 erhielt versuchsweise als eine von zwei britischen Lokomotiven die Maschine 34064 Fighter Command einen Giesl-Ejektor. Der Umbau war erfolgreich, Pläne zum Umbau weiterer Maschinen wurden jedoch aufgrund der fortschreitenden Verdieselung bald wieder verworfen.
Die Erleichterung der Arbeit von Lokführer und Heizer war Bulleid ein besonderes Anliegen. Wie die „Merchant Navys“ erhielten auch die leichten Pacifics eine dampfgetriebene Feuertür, die zudem auf höchstmögliche Sicherheit ausgelegt war. Installiert wurde ebenso die elektrische Lokomotiv- und Führerstandsbeleuchtung einschließlich beleuchteter Schaugläser und Anzeigen. Für die Stromerzeugung erhielten die Lokomotiven einen Dampfgenerator. Die Vorderseiten des Führerhauses wurden mit den darin befindlichen Fenstern schräg ausgeführt, um blendfreie Sicht nach vorne zu ermöglichen. Auch der Arbeitserleichterung dienen sollte eine dampfgetriebene Umsteuerung, die sich im Betrieb jedoch im Zusammenspiel mit der kettengetriebenen Steuerung als anfällig und schwer beherrschbar erwies.
Äußerlich am auffälligsten waren die Verkleidung des Kessels sowie die neuartigen, den US-amerikanischen Boxpok-Rädern ähnelnden BFB-Radsätze. Die Abkürzung BFB steht für Bulleid und den Hersteller Firth Brown Steels aus Sheffield. Im Unterschied zu Boxpok-Rädern wurden die BFB-Räder in einem Stück gegossen. Die Außenverkleidung wurde von Bulleid bewusst nicht als Stromlinienverkleidung, sondern als „Air-smoothed“ bezeichnet. Sie sollte zum einen die Southern Railway als modernes Verkehrsunternehmen erkennbar machen, vor allem aber diente sie der einfacheren Außenreinigung in Waschanlagen für Reisezugwagen. Als nachteilig erwies sich die ausgesprochen schlechte Sicht vom Führerstand entlang der Verkleidung. Da Bulleid das Lichtraumprofil maximal ausgeschöpft hatte, blieben im Führerstand nach vorne neben dem Kessel nur schmale Sehschlitze. Die flache Oberfläche auf dem Kesselscheitel erzeugte zudem ein Vakuum, das den Abdampf in das Sichtfeld des Lokomotivführers drückte. Letzteres Problem konnte mit einer Umgestaltung der Front, insbesondere einer zusätzlichen Abdeckung oberhalb der Rauchkammertür, und der Ergänzung schmaler, mit nur wenigen Zentimetern Abstand von der Rauchkammer montierter Windleitbleche leidlich behoben werden. Da die Bleche der Verkleidung zur Gewichtsersparnis recht dünn ausgefallen waren, konnten sie leicht beschädigt werden. Sie erhielten öfters Knicke und Falten, was auch zu vorzeitiger Korrosion beitrug.
Die Lokomotiven erhielten zwei verschiedene Tenderbauarten, die sich im Wesentlichen durch unterschiedliche Vorräte an Wasser unterschieden. Eine Version konnte 4500 Gallonen (ca. 20460 Liter) mitführen, die andere 5000 Gallonen (ca. 22700 Liter). Der Vorrat an Kohle betrug 5 Tonnen, ein relativ kleiner Wert, der aber für die vergleichsweise kurzen Einsatzstrecken der Southern meist ausreichend war. Die Tender wurden mit leicht nach außen gewölbten Wändern ausgeführt, um sie optisch an die damaligen Reisezugwagen anzupassen und ein geschlossenes Erscheinsbild eines Zuges zu erreichen.

### Umbauversion

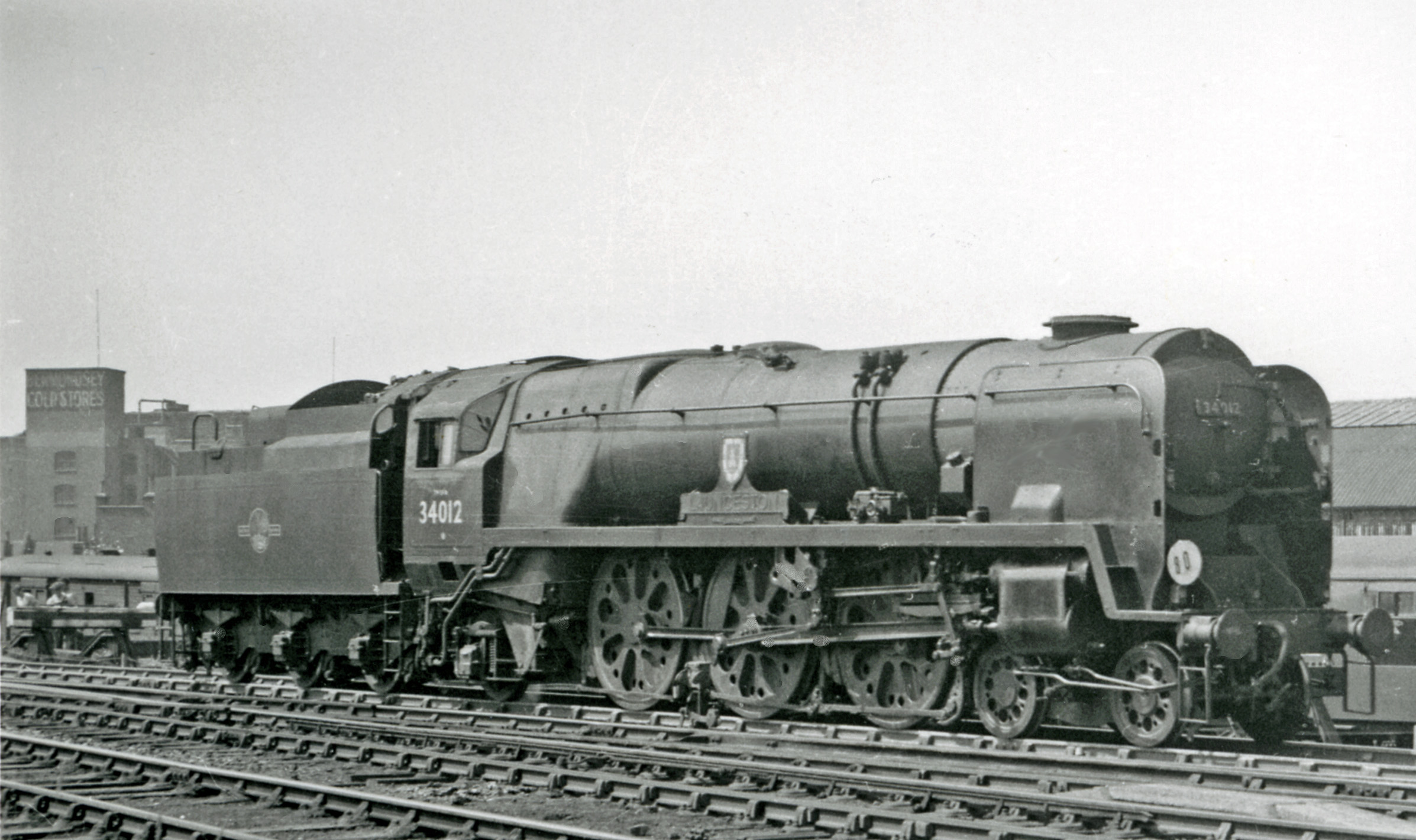
Die umgebaute Lokomotive 34012 Launceston im Jahr 1958

Die Lokomotiven bewährten sich im Betrieb sehr gut. Ein dauerndes Problem blieben jedoch die aufwendige Unterhaltung der Lokomotiven, insbesondere der Bulleid-Steuerung, sowie die schlechten Sichtverhältnisse. Auch kam es zu Brüchen von unzureichend dimensionierten Antriebsteilen. British Rail entschied sich daher Mitte der 1950er Jahre, die Lokomotiven im Zuge der planmäßigen Hauptuntersuchungen grundlegend umzubauen, nachdem Überlegungen, sie zugunsten des Neubaus weiterer „Britannia“-Pacifics aus dem Neubauprogramm der BR-Standardklassen auszumustern, verworfen worden waren. Zu dieser Zeit ging man noch von rund 30 weiteren Einsatzjahren und kalkulierte mit einer Ausmusterung im Jahr 1987. Die beschleunigte Umstellung auf Diesellokomotiven, die Elektrifizierung sowie die gravierenden Einschnitte in das britische Eisenbahnnetz durch die Beeching-Axt führten jedoch dazu, dass viele der umgebauten Lokomotiven nur noch wenige Jahre Dienst taten.
Während der leistungsfähige Kessel abgesehen von einer neuen, nicht mehr abgeschrägten Rauchkammer – nur die ovale Rauchkammertür erinnerte noch an die ursprüngliche Bauform – weitgehend unverändert blieb, wurden das Äußere und die Steuerung grundlegend umgestaltet. Die Maschinen verloren die wartungsintensiven Bulleid-Kettensteuerungen, die durch herkömmliche Walschaerts-Steuerungen für jeden Zylinder ersetzt wurden. Anstelle der Außenverkleidungen bekamen die Maschinen ein konventionelles Äußeres mit Kesselverkleidungen und großen Windleitblechen, ähnlich den BR-Standardlokomotiven. Die BFB-Räder blieben erhalten, bekamen aber Gegengewichte, da aufgrund der Verlagerung der Steuerung nach außen ein entsprechender Massenausgleich erforderlich wurde, der zuvor bei der Innensteuerung nicht nötig gewesen war. Auch weitere Bauteile wie bspw. der Aschkasten, die Dampfleitungen zu den Zylindern, Zylinderhähne und Sandkästen wurden ersetzt, ebenso ausgebaut wurde die dampfgetriebene Umsteuerung. Die Tender wurden ebenfalls grundlegend umgebaut. Durch den Umbau wurden die Maschinen insgesamt etwa vier Tonnen schwerer, was auf den Strecken in Devon und Cornwall ihren Einsatz größtenteils nicht mehr zuließ.

## Farbgebung
Ursprünglich wurden alle Lokomotiven in Malachitgrün lackiert, der Standardfarbe der Southern für ihre Expresszugmaschinen. Zierlinien und Beschriftungen waren in Gelb ausgeführt, auf dem Tender wurde in Großbuchstaben der Schriftzug „Southern“ angebracht. British Railways behielt diese Farbgebung zunächst bei, auch bei den neu ausgelieferten Maschinen. Lediglich der Schriftzug auf dem Tender wurde in „British Railways“ geändert. Ab August 1949 erhielten die neu ausgelieferten Maschinen eine Farbgebung in Brunswick green (Dunkelgrün), der neuen BR-Standardfarbe für Schnellzuglokomotiven, lackiert. Die vorhandenen Maschinen wurden schrittweise umlackiert, die umgebauten Lokomotiven behielten diese Farbgebung, bei der Zierlinien in Rot und die Beschriftung zunächst in Gelb und später in Beige ausgeführt wurden, bei.

## Erhaltene Lokomotiven
Insgesamt blieben 20 Lokomotiven der Klasse erhalten, davon je 10 in der Original- und in der Umbauversion. Mit Ausnahme von zwei Maschinen standen alle nach der Ausmusterung zunächst mehrere Jahre auf dem als „Dampflokomotivfriedhof“ bekannten Schrottplatz der Gebrüder Woodham in Barry in Wales, bevor sie von Eisenbahnfreunden und Museumsbahnen erworben und restauriert wurden. Einige Maschinen sind bislang nicht wieder aufgearbeitet worden und befinden sich noch im Zustand, in dem sie vom Schrottplatz geborgen wurden. Mehrere Maschinen wurden oder werden betriebsfähig vor Sonderzügen und auf Museumsbahnen eingesetzt.
| SR-Nummer | BR-Nummer | Name                                                   | Baujahr und Monat | Ausmusterung   | heutiger Standort oder Einsatzort   | Zustand                                                   | Bild | Anmerkungen      |
| --------- | --------- | ------------------------------------------------------ | ----------------- | -------------- | ----------------------------------- | --------------------------------------------------------- | ---- | ---------------- |
| 21C107    | 34007     | Wadebridge                                             | August 1945       | Oktober 1965   | Mid-Hants Railway                   | Derzeit in Untersuchung                                   |      | Ursprungsversion |
| 21C110    | 34010     | Sidmouth                                               | September 1945    | März 1965      | Swanage Railway                     | Restaurierung seit 2016 laufend                           |      | Umbauversion     |
| 21C116    | 34016     | Bodmin                                                 | November 1945     | September 1964 | Carnforth, West Coast Railways      | Derzeit in Untersuchung                                   |      | Umbauversion     |
| 21C123    | 34023     | Blackmoor Vale, zunächst als Blackmore Vale bezeichnet | Februar 1946      | Juli 1967      | Bluebell Railway                    | Derzeit in Untersuchung                                   |      | Ursprungsversion |
| 21C127    | 34027     | Taw Valley                                             | April 1946        | August 1964    | Severn Valley Railway               | Derzeit in Untersuchung                                   |      | Umbauversion     |
| 21C128    | 34028     | Eddystone                                              | Mai 1946          | Mai 1964       | Swanage Railway                     | Betriebsfähig                                             |      | Umbauversion     |
| 21C139    | 34039     | Boscastle                                              | September 1946    | Mai 1965       | Loughborough, Great Central Railway | Derzeit in Untersuchung                                   |      | Umbauversion     |
| 21C146    | 34046     | Braunton                                               | November 1946     | Oktober 1965   | West Somerset Railway               | Betriebsfähig                                             |      | Umbauversion     |
| 21C151    | 34051     | Winston Churchill                                      | Dezember 1946     | September 1965 | York, National Railway Museum       | Nicht betriebsfähig                                       |      | Ursprungsversion |
| 21C153    | 34053     | Sir Keith Park                                         | Januar 1947       | Oktober 1965   | Severn Valley Railway               | Betriebsfähig                                             |      | Umbauversion     |
| 21C158    | 34058     | Sir Frederick Pile                                     | April 1947        | Oktober 1964   | Mid-Hants Railway                   | In Restaurierung                                          |      | Umbauversion     |
| 21C159    | 34059     | Sir Archibald Sinclair                                 | April 1947        | Mai 1966       | Bluebell Railway                    | In Restaurierung                                          |      | Umbauversion     |
| 21C167    | 34067     | Tangmere                                               | September 1947    | November 1963  | Carnforth, West Coast Railways      | Betriebsfähig                                             |      | Ursprungsversion |
| 21C170    | 34070     | Manston                                                | Oktober 1947      | September 1964 | Swanage Railway                     | Betriebsfähig                                             |      | Ursprungsversion |
| –         | 34072     | 257 Squadron                                           | April 1948        | Oktober 1964   | Swanage Railway                     | In Restaurierung                                          |      | Ursprungsversion |
| –         | 34073     | 249 Squadron                                           | Mai 1948          | Juni 1964      | Carnforth, West Coast Railways      | Nicht betriebsfähig, Ersatzteilspender                    |      | Ursprungsversion |
| –         | 34081     | 92 Squadron                                            | September 1948    | August 1964    | Nene Valley Railway                 | Seit 2024 in Untersuchung bei der East Lancashire Railway |      | Ursprungsversion |
| –         | 34092     | City of Wells, zunächst als Wells bezeichnet           | September 1949    | November 1964  | Keighley and Worth Valley Railway   | Betriebsfähig                                             |      | Ursprungsversion |
| –         | 34101     | Hartland                                               | Februar 1950      | Juli 1966      | North York Moors Railway            | In Restaurierung                                          |      | Umbauversion     |
| –         | 34105     | Swanage                                                | März 1950         | Oktober 1964   | Mid-Hants Railway                   | Nicht Betriebsfähig                                       |      | Ursprungsversion |